# Bergsattel

Sattel, als idealisierte Geländeform.

Unter einem Sattel versteht man einen Gebirgspass in sanft geschwungener Umgebung.

## Geomorphologie

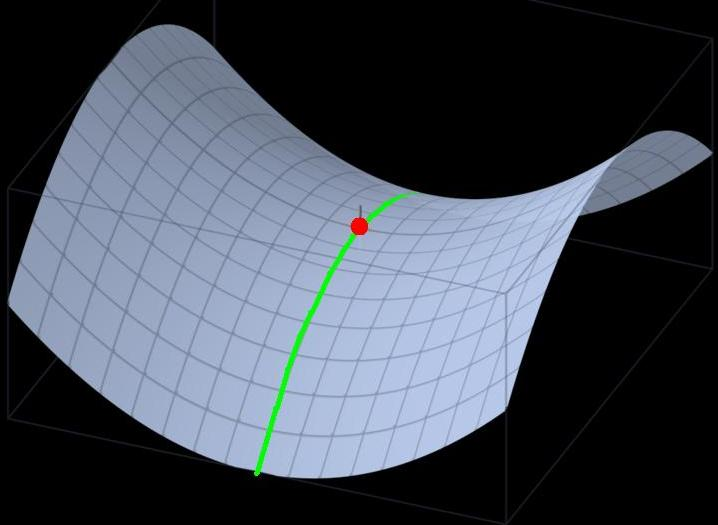
Auf dieser hyperbolisch gekrümmten Fläche markiert der rote Punkt den Sattelpunkt und die grüne Linie den kürzesten Weg über den Sattel.

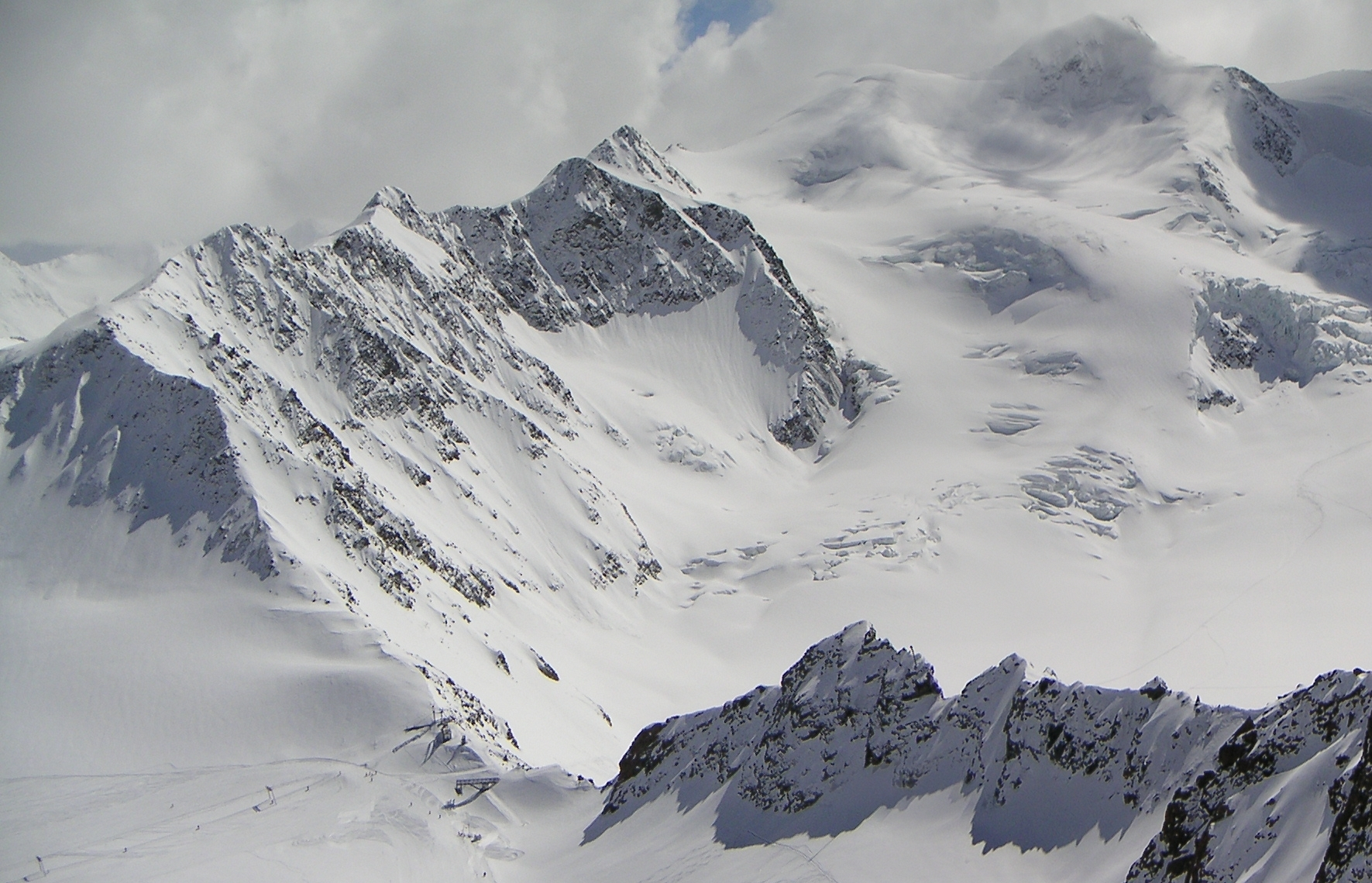
Der Sattel Mittelbergjoch (unterer Rand, links der Mitte) in den Ötztaler Alpen in Österreich. Er wird von Bergsteigern häufig als Pass durch die ihn umgebende Bergkette beim Aufstieg zur Wildspitze (3.768 m, rechte obere Ecke) genutzt.

Der Begriff Bergsattel leitet sich wegen der vergleichbaren Ausformung von Reitsattel ab. In der Sattelfläche verlaufen sowohl die Kammlinie als auch der Talweg durch die Horizontale, das heißt, Kamm- und Tallinie sind lokal U-förmig (letztere kopfstehend). Mathematisch exakt formuliert sind im Sattelpunkt die Flächennormale der Tangentialebene vertikal und die Hauptkrümmungen ungleichen Vorzeichens. Diese Geometrie wurde auch als grundlegendes Landschaftselement in die Allgemeinsprache sowie auch als Reliefelement in die Fachsprache übernommen.
Der Sattel ist neben der Scharte eine der beiden grundsätzlichen Passformen; bei letzterer (zur Scharte in der Klinge) ist die Tallinie (umgekehrt) V-förmig, das heißt, es gibt keine ebene Fläche in der Passhöhe (vgl. die Abgrenzung von Rücken und Grat innerhalb des Begriffes Kamm).
Von „Sattel“ und „Scharte“ spricht man bei der Beschreibung der Oberflächengestalt, das Wort „Pass“ (zu lateinisch passus ‚Schritt‘, ‚Bergübergang‘) vermeidet man diesbezüglich insofern, weil nicht jeder Pass wegbar ist und verkehrstechnisch die eigentliche Passhöhe nicht über den tiefsten Punkt laufen muss. Sonst werden Sattel und Scharte manchmal auch als jeweiliger Oberbegriff zueinander verwendet, so spricht man auch im Bezug zu einem Sattel von Schartenhöhe. Auf kleinster Skala betrachtet, haben selbst Scharten außer in extremem Felsgelände einen (geometrisch) ebenen Sattelpunkt, womit man auch Einsattelung als Oberbegriff verwenden kann. Landschaftlich ist ein Sattel allgemein als flacher zu sehen als eine Scharte, mit fließender Abgrenzung je nach regionaler Häufigkeit. Gegenüber der Scharte impliziert „Sattel“ als Wort auch den weitergefassten Begriff der die eigentliche Passhöhe umgebenden Passlandschaft.
Sattel und Scharte sind die häufigsten Ausformungen. Ist die Kammlinie V-förmig, spricht man von Einkerbung (vgl. Kerbtal) oder ebenfalls von Scharte (Grat-, Kammeinschartung). Diese Form tritt nur in härterem Fels auf, sonst rundet die Erosion den Sattelpunkt meist zumindest kleinräumig aus. Daneben gibt es zahlreiche Misch- und Sonderformen.

## Orographie
Die Kammlinie, auf welcher der Bergsattel liegt, ist per se immer auch eine Wasserscheide.

## Namenkunde
Sattel kommt von althochdeutsch satul. Es ist sicherlich germanischer Herkunft (englisch saddle) und steht bedeutungsmäßig in Nähe zu lateinisch sedes ‚Sitz‘, deutsch Sessel. Das Wort könnte eine frühe Entlehnung aus einer anderen indogermanischen Sprache sein, es findet sich auch lateinisch sedile oder slawisch sedlo – als Toponym ebenfalls lebendig. Jedenfalls ist die Bedeutung schon früh auf den Reitsattel eingeschränkt und damit verbleibt ihm die übertragene Bedeutung des Gerundet-Sattelförmigen in Abgrenzung zu anderen ähnlichen Formen.
Im Allgemeinen ist Sattel das allgemeine Wort für Pass in den ebeneren und mittelgebirgigen Landschaften, während Scharte durchwegs dem Gebirge vorbehalten bleibt. Eine genauere Abgrenzung in Pässe namens „Sattel“ und „Scharte“ findet sich dort, wo auffallend beide Grundformen auftreten und andere Passnamen (wie Joch, Törl, Gscheid usf.) fehlen.